# Vuelven los fantasmas
Vuelven los fantasmas es uno de los libros infantiles más famosos de la escritora venezolana Mercedes Franco, publicado en el año 1996 con reimpresión en el 2001 por la editorial estatal Monte Ávila. Posee diseño e ilustraciones de Mariana Díaz y una dedicatoria a Toto y los fantasmas venezolanos.
Su introducción está basada en la historia que tienen los cuentos de fantasmas en Venezuela y como estos ya no se relatan con frecuencia en la actualidad, todo ello narrado por Mercedes de una forma muy amena y con aire de esperanza para que estas creencias no queden en el olvido.
Cuentos como la sayona, el silbon, la chinigua, el Ánima Sola, entre otros son plasmados en el libro de una forma especial ya que en la página anterior al cuento como tal se da una breve explicación de este de la forma: título, el aspecto del fantasma, el lugar de aparición y su origen. luego una imagen muy bien hecha del tema a tratar.

## Fuente
- Franco, Mercedes (1996).  María Elena Maggi, ed. vuelven los fantasmas (primera edición edición). Venezuela: monte Ávila editores Latinoamérica. p. 111. ISBN 980010879-3.

- Datos: Q6165171